# Ліберальна партія України
Лібера́льна па́ртія Украї́ни — сучасна українська політична партія. Заснована 12 вересня 1991 року в Донецьку. Офіційна дата реєстрації ― 10 жовтня 1991 року. Свідоцтво Міністерства юстиції України № 132.
Основні ліберальні принципи ґрунтуються на ліберальних традиціях світу: пріоритет прав особи, політичні та економічні свободи, самоврядування та національна ідея. Зараз Ліберальна партія України налічує 32 тис. членів, 423 міських та районних осередків в усіх областях України, АР Крим, містах Києві та Севастополі.
Мета партії — популяризація та поширення ідей та засад лібералізму в Україні, проведення ліберально-демократичних реформ в країні. Традиційні цінності українського лібералізму: труд, правда і воля.
Ліберальна партія України — перша ліберальна партія з пострадянських країн визнана Ліберальним Інтернаціоналом, як така, що відповідає світовим критеріям політичного лібералізму. ЛПУ офіційно прийнята до лав ЛІ у статусі члена-спостерігача 23 листопада 1997 року на 48-му Конгресі Ліберального Інтернаціоналу, який проходив в Оксфорді (Велика Британія).

## З'їзди партії
| З'їзд             | Дата                     | Місто   |
| ----------------- | ------------------------ | ------- |
| Установчий        | 12 вересня 1991 рок      | Донецьк |
| І                 | 3 червня 1993            | Київ    |
| ІІ                | 28 січня 1995            | Київ    |
| ІІІ               | І етап — 26 січня 1996   | Київ    |
| ІІІ               | ІІ етап — 28 квітня 1996 | Київ    |
| IV                | 25 жовтня 1997           | Київ    |
| V                 | 19 грудня 1998           | Київ    |
| VI (позачерговий) | 15 травня 1999           | Київ    |
| VII               | 7 грудень 2001           | Київ    |
| VIII              | 19 березня 2004          | Київ    |
| IX                | 4 липня 2004             | Київ    |
| X (позачерговий)  | 25 червня 2005           | Київ    |
| XI                | 5 листопада 2005         | Київ    |
| XII               | І етап — 17 грудня 2005  | Київ    |
| XII               | ІІ етап — 22 грудня 2005 | Київ    |
| XIII              | 4 серпня 2007            | Київ    |
| XIV               | 1 листопада 2009         | Київ    |
| XV                | 1 серпня 2012            | Київ    |
| XVІ               | 18 жовтня 2013           | Київ    |
| XVІІ              | 12 червня 2014           | Київ    |

## Історія партії

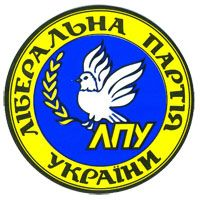
Логотип партії

Заснована на Установчому з'їзді 12 вересня 1991 року. Першим головою ЛПУ обрано І. Р. Маркулова.
Влітку 1993 року Ліберальна партія стала всеукраїнською. На І з'їзді, в Києві було прийнято Програму, засновану на цінностях соціального лібералізму.
У січні 1995 р. відбувся II з'їзд ЛПУ, який обрав Головою О. І. Соскіна. У Верховній Раді України в цей час сформувалася ліберальна фракція «Соціально-ринковий вибір». ЛПУ зайняла чітку центристську позицію.
На III з'їзд ЛПУ (січень-квітень 1996 р.) була затверджена нова редакція Програми партії і її новий Статут. З'їзд обрав Головою Ліберальної партії України В. П. Щербаня.
1997 року ЛПУ вперше активно виходить на міжнародну арену, стає повноправним учасником міжнародного ліберального руху і на з'їзді в Оксфорді приєднується до Ліберального Інтернаціоналу.
1998 року бере участь у виборах до Верховної Ради України в блоці «Партія Праці та Ліберальна партія — РАЗОМ!». Блок не подолав 4-% бар'єр і до ВР не потрапив.
1999 року Ліберальна Партія України підтримала кандидата на посаду Президента України — Леоніда Кучму.
2002 року брала участь у парламентських і місцевих виборах у складі виборчого блоку Віктора Ющенка «Наша Україна». В результаті виборів до складу ВР увійшло двоє депутатів від ЛПУ. Двоє лібералів очолили обласні ради й один став міським головою, 600 членів ЛПУ стали депутатами обласних, районних у містах, сільських та селищних рад.

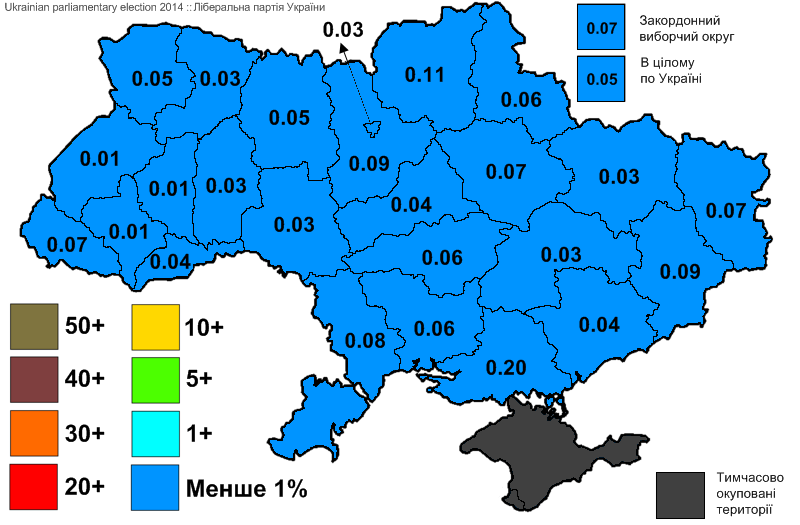
Результати виборів до ВР України. 2014 рік.

4 червня 2005 р. Політрада ЛПУ прийняла відставку В.П. Щербаня з посади Голови Ліберальної партії України. 
25 червня 2005 р. обрано нового Голову — П.С. Циганка та новий склад Політичної Ради та Президії партії.
2006 року Ліберальна партія України взяла участь у парламентських виборах. Але не подолала прохідний бар'єр.
2007 року ЛПУ відмовилась брати участь у позачергових парламентських виборах, пославшись на недовіру щодо чесності й прозорості їх проведення.
2010 року Ліберальна партія висунула в кандидати Президента України І. Маркулова, якого з технічних причин не зареєструвало ЦВК.
2012 року ЛПУ брала участь у виборах народних депутатів України.
12 червня 2014 року пройшов XVII з'їзд ЛПУ, на якому Головою партії обрано Михайла Володимировича Опанащенка, народного депутата України VII скликання.
Петра Степановича Циганка обрано Почесним головою ЛПУ. 
Осінню 2015 року Михайло Опанащенко зголошується взяти участь у передвиборчих перегонах за крісло мера Херсона. 
Домовляючись щодо підтримки з боку інших партій, призупинив головування в ЛПУ.
Рішенням Політради ЛПУ Михайла Опанащенка усунено з посади Голови партії, а партійці знову довірили цю посаду Петрові Циганку.
7 лютого 2021 року життя Петра Степановича Циганка обірвала раптова смерть.
Станом на 2021 рік — ЛПУ очолює Парада Вікторія Юріївна.

## Партійні осередки
- Центральна Штаб-Квартира ЛПУ: Опанащенко Михайло Володимирович
- Організація ЛПУ АР КРИМ: Діденко В'ячеслав Михайлович
- Вінницька обласна організація ЛПУ: Любарець Ганна Андріївна
- Волинська обласна організація ЛПУ: Венський Василь Михайлович
- Дніпропетровська обласна організація ЛПУ: Войтенко Вячеслав Вікторович
- Донецька обласна організація ЛПУ: Іванов Василь Володимирович
- Житомирська обласна організація ЛПУ: Дітківський Павло Борисович
- Закарпатська обласна організація ЛПУ: Панов Володимир Олексійович
- Запорізька обласна організація ЛПУ: Назаренко Володимир Володимирович
- Івано-Франківська обласна організація ЛПУ: Данилюк Юрій Іванович
- Кіровоградська обласна організація ЛПУ: Монарьов Геннадій Вадимович
- Київська обласна організація ЛПУ: Владіміров Сергій Ігорович
- Львівська обласна організація ЛПУ: Послєдніченко Владислав Юрійович
- Миколаївська обласна організація ЛПУ: Снисаренко Петро Іванович
- Одеська обласна організація ЛПУ: Тарасюк Микола Миколайович
- Полтавська обласна організація ЛПУ: Роман Сергій Васильович
- Сумська обласна організація ЛПУ: Циганенко Микола Андрійович
- Тернопільська обласна організація ЛПУ: Іскерський Іван Станіславович
- Хмельницька обласна організація ЛПУ: Перець Олександр Петрович
- Київська міська організація ЛПУ: Щербаненко Юрій Анатолійович